# Pelekium velatum
Pelekium velatum är en bladmossart som beskrevs av Mitten 1868. Pelekium velatum ingår i släktet Pelekium och familjen Thuidiaceae. Inga underarter finns listade i Catalogue of Life.